# 말러의 부등식
말러의 부등식(독일어: Mahler-Ungleichung, Mahler's inequality, -不等式)은 부등식의 일종으로, 독일 수학자 쿠르트 말러(Kurt Mahler)가 제시하여 그의 이름이 붙어 있다. 민코프스키 부등식의 대수적 형태를 곱 형태로 변형시킨 것이라 볼 수 있는 부등식으로, 2n개의 양수 {\displaystyle x_{1},...,x_{n}} 과 {\displaystyle y_{1},...,y_{n}}에 대해 다음과 같이 쓸 수 있다.
- {\displaystyle \prod _{k=1}^{n}(x_{k}+y_{k})^{1/n}\geq \prod _{k=1}^{n}x_{k}^{1/n}+\prod _{k=1}^{n}y_{k}^{1/n}.}

## 증명
증명은 간단하게 할 수 있다. 먼저 산술-기하 평균 부등식에 따라서 다음 두 식을 얻고,
{\displaystyle \prod _{k=1}^{n}\left({x_{k} \over x_{k}+y_{k}}\right)^{1/n}\leq {1 \over n}\sum _{k=1}^{n}{x_{k} \over x_{k}+y_{k}}.}
{\displaystyle \prod _{k=1}^{n}\left({y_{k} \over x_{k}+y_{k}}\right)^{1/n}\leq {1 \over n}\sum _{k=1}^{n}{y_{k} \over x_{k}+y_{k}}.}
이 두 식을 더하여 다음 식을 얻는다.
{\displaystyle \prod _{k=1}^{n}\left({x_{k} \over x_{k}+y_{k}}\right)^{1/n}+\prod _{k=1}^{n}\left({y_{k} \over x_{k}+y_{k}}\right)^{1/n}\leq {1 \over n}n=1.}
이제 양 변에 {\displaystyle \prod _{k=1}^{n}(x_{k}+y_{k})^{1/n}} 을 곱하면 말러의 부등식이 된다.

## 같이 보기
- 민코프스키 부등식